# پرچم گرنادا
پرچم گرنادا برای اولین بار در ۷ فوریه ۱۹۷۴ به رسمیت شناخته شد. به‌عنوان پرچم ملی شناخته می‌شود و همچنین دارای تناسب ۳:۵ می‌باشد. این پرچم دارای رنگ‌های زرد و سبز و قرمز با ستاره زرد رنگ در وسط است.